# Walram III. (Limburg)
Walram III. Paganus (der Heide) (* um 1085; † 16. Juli 1139) war 1115 bis 1119 Graf von Arlon, ab 1118 Graf von Limburg und Herr von Wassenberg, sowie ab 1128 Herzog von Niederlothringen. Er wird auch (nach anderen Zählungen) Walram II. genannt. Er war der Sohn von Graf Heinrich I. von Limburg. Seine Mutter ist in der Literatur umstritten (siehe hierzu den Artikel zu Heinrich I.).
Walram Paganus war dauerhaft mit dem Herzog von Brabant und dem Bischof von Lüttich im Kriegszustand. 1128 wurde er von König Lothar III. zum Herzog von Niederlothringen ernannt. Dieses machte die Zersplitterung Niederlothringens endgültig. Selbst sein Sieg über den Konkurrenten Brabant in der „Grimbergh'schen Fehde“ (1130) vermochte die Machtverhältnisse nicht zu ändern.
Sein Sohn Heinrich II. wurde sein Nachfolger als Graf von Limburg, nicht aber als Herzog von Niederlothringen. Dieser Titel ging 1139 an den Herzog von Brabant. Heinrich II. wurde 1140 mit dem Titel eines Herzogs von Limburg entschädigt.
Er war verheiratet mit Jutta von Wassenberg, Tochter des Gerhard III. von Wassenberg, Graf von Geldern aus dem Hause Wassenberg, die auch Erbin von Wassenberg war. Ihre Kinder waren:
- Heinrich II., † 1167, 1139 Graf von Arlon, 1140 Herzog von Limburg
- Gerhard I., Herr von Wassenberg
- Beatrix, † nach 1164, ⚭ Graf Ruprecht I. von Laurenburg, † um 1154
- Walram IV., † nach 1145, Graf von Arlon,
- Tochter ⚭ Ekbert I. Graf von Tecklenburg, † wohl 1146/50